# هيئة تطوير الأمازون
هيئة تطوير الأمازون (بالبرتغالية: Superintendência do Desenvolvimento da Amazônia) هي سلطة محلية تابعة للحكومة الفيدرالية في البرازيل تهدف إلى تعزيز تنمية منطقة الأمازون من خلال إنشاء حوافز مالية وضريبية خاصة.

## التاريخ
تأسست الهيئة في عام 1966 أثناء حكومة هومبرتو دي ألينسار كاستيلو برانكو. كان الغرض منه تعزيز تنمية منطقة الأمازون، وإنشاء حوافز مالية وضريبية خاصة لجذب المستثمرين من القطاع الخاص ، الوطنيين والدوليين. حلت الهيئة محل بلدية أخرى تسمى هيئة الإشراف على خطة الإنعاش الاقتصادي لمنطقة الأمازون، التي أنشأها جيتوليو فارجاس في عام 1953. وكان هدفها أيضًا تطوير منطقة الأمازون.
في 24 أغسطس 2001 ألغى الرئيس فرناندو إنريكي كاردوسو في الإجراء المؤقت رقم 2.157-5 الهيئة وذلك بفضل مزاعم فساد عديدة تحيط بالمنظمة. (ورد أنه تم سرقة ما يقرب من ملياري دولار من الهيئة). في مكانها أنشأته وكالة تنمية الأمازون، وهي المسؤولة عن إدارة برامج التنمية المتعلقة بمنطقة أمازونيا القانونية.
في أغسطس 2003 أعلن الرئيس لويس إيناسيو لولا دا سيلفا عن إعادة إنشاء سودام.